# シエラレオネの政党
シエラレオネの政党では、シエラレオネにおける政党の一覧について記述する。

## シエラレオネの政党制
シエラレオネでは、複数政党制が認められている。このうち、2ないし3つの政党が特に有力である。 

## 主要政党
シエラレオネ議会に議席を有する政党
- シエラレオネ人民党 (Sierra Leone People's Party)
- 全人民会議 (All People's Congress)

その他の政党
- 大同盟党 (Grand Alliance Party)
- 国民同盟民主党 (National Alliance Democratic Party)
- 平和解放党 (Peace and Liberation Party)
- 人民民主党 (People's Democratic Party)
- 人民民主改革運動 (People's Movement for Democratic Change)
- 統一国家人民党 (United National People's Party)
- 青年人民党 (Young People's Party)

かつて存在した政党
- 革命統一戦線 (Revolutionary United Front)